# Nordisk Fjer
Nordisk Fjer var en dansk tekstilvirksomhed, der i 1991 gik konkurs under stor mediebevågenhed, blandt andet pga. arbejdende bestyrelsesformand og administrerende direktør Johannes Petersens selvmord, der skete, mens virksomhedens økonomiske tilstand var under opklaring. Firmaets kollaps skyldtes bedrag i milliardklassen og står som den største danske erhvervsskandale.
Nordisk Fjer blev stiftet i Svendborg 20. marts 1901 som aktieselskab af H.O. Lange som en fabrik til forarbejdning af fjer og dun. Siden voksede den til en international koncern med fabrikker og salgsselskaber i mange lande og mere end 2.000 ansatte da den var på sit højeste. Fokus flyttedes gradvist fra forarbejdning af og handel med fjer og dun til produktion og salg af dyner, puder og sengetøj.
Fabrikken lå i Københavns Frihavn, på den nuværende Amerika Plads, og bygningerne, der er tegnet af Victor Nyebølle, findes endnu, omend i stærkt ombygget form. De var i en periode domicil for Banedanmark og huser i dag LB Forsikring.
I 1986 blev Lars Fournais ansat som administrerende direktør. Han blev fyret i 1989, efter han havde nægtet at underskrive årsregnskabet.
I 1990 havde regnskabsprincipperne været ændret 32 gange inden for seks år, og revisorerne var skiftet ud otte gange. Mange midler var taget i anvendelse for at pynte på regnskaberne. Som et af de sidste elementer heri havde koncernens arbejdende bestyrelsesformand Johannes Petersen på en ekstraordinær generalforsamling i september 1990 oplyst, at 52 pct. af aktiekapitalen i delkoncernen Northern Feather International var solgt til tre udenlandske partnere. Salget blev imidlertid afkræftet af en af disse partnere. Kort efter begik bestyrelsesformanden Johannes Petersen selvmord i sit sommerhus.
Selskabet gik konkurs i marts 1991 med et tab til kreditorerne på 3 mia. kr. Dele af virksomheden fortsatte som Nordisk Tekstil.
Nordisk Kollegium blev stiftet i 1942 af H. O. Lange, som et hjem for nordiske, mandlige studerende under deres studietid. Frem til Nordisk Fjers konkurs var kollegiet støttet økonomisk af Nordisk Fjer.

## Administrerende direktører
- 1901-1961 H.O. Lange (fra 1947 sammen med Kaj Neckelmann)
- 1961-1969 Hildur Friis-Hansen
- 1969-1990 Johannes Petersen (arbejdende bestyrelsesformand 1987-90)